# Chironius exoletus
Chironius exoletus är en ormart som beskrevs av Carl von Linné 1758. Chironius exoletus ingår i släktet Chironius och familjen snokar. Inga underarter finns listade i Catalogue of Life.
Arten förekommer från Costa Rica till norra Argentina. Den föredrar städsegröna tropiska skogar men den lever även i galleriskogar och kanske i lövfällande skogar. Honor lägger ägg.